# Sarcophagoidea
Sarcophagoidea reprezintă o suprafamilie taxonomică a dipterelor Cyclorrhapha, care se deosebește de subdiviziunile (subfamiliile) Oestroidea și Tachinoidea, fiind caracterizată - la imago - prin următoarele caractere: hipopleurele sunt prevăzute cu unul sau mai multe rânduri de macrocheți sub stigmele metatoracice; pteropleurele sunt păroase ; a cincea nervură se curbează în unghi drept sau obtuz.
După Hall (1948), această subdiviziune superioară cuprinde familiile Sarcophagidae și Calliphoridae. Dar, după Rohdendorf (1964), ea mai are și familiile Rhinophoridae și Stackelbergomyiidae. Marele dipterolog chinez contemporan, Fan Zide (1992, 1997), admite această clasificație rațională și ignoră fanteziile taxonomice ale lui T. Pape și K. Rognes, care au fost adoptate de nespecialiștii din ITIS sau Catalogue of Life.